# Anthony Janiec
Anthony Janiec (* 17. August 1984 in Friauville; † 31. Juli 2022 in Albi) war ein französischer Truck- und Automobilrennfahrer.
Janiec wurde dreimal Französischer Meister im Truckrennsport sowie zweimal Sieger des französischen Formel-3-Cups. Ab 2010 war er regelmäßiger Teilnehmer an der Truck-Racing-Europameisterschaft.

## Biografie
Janiec war der Sohn des Stuntman Jean-Pierre Janiec und der Bruder der Truckrennfahrerin Jennifer Janiec. Er starb am 31. Juli 2022 in Albi an einem Kreislaufstillstand. Er hinterließ seine Lebensgefährtin und zwei Kinder.

## Karriere
Janiec begann seine Karriere in den frühen 2000er Jahren. Von 2004 bis 2008 startete er im französischen Formel-3-Cup, wo er 2004 und 2008 den Meistertitel errang. 2006 wurde er Zweiter in der Trophy-Wertung der Formel-3-Euroserie.
Ab 2010 startete Janiec auf Renault in der Truck-Racing-Europameisterschaft, von 2014 an ging er dort auf MAN an den Start. Ab 2016 war er Mitglied des Rennteams Lion Cup Racing, mit dem er in den Jahren 2017, 2018 und 2019 dreimal die französische Truck-Racing-Meisterschaft gewann. In der Truck-EM errang Janiec vier Laufsiege: 2012 und 2015 in Nogaro, 2016 in Jarama sowie 2018 auf dem Nürburgring.